# Tochtepec (kommun)
Tochtepec är en kommun i Mexiko.   Den ligger i delstaten Puebla, i den sydöstra delen av landet, 150 km öster om huvudstaden Mexico City.
Följande samhällen finns i Tochtepec:
- Tochtepec
- Caltenco
- Chipiltepec
- Santa Cecilia
- San José Buenavista
- San Felipe la Nopalera
- Rancho Bautista